# Neocataclysta magnificalis
Neocataclysta magnificalis är en fjärilsart som beskrevs av Jacob Hübner. Neocataclysta magnificalis ingår i släktet Neocataclysta och familjen Crambidae. Inga underarter finns listade i Catalogue of Life.